# Festival du cinéma américain de Deauville 2003
Le Festival du cinéma américain de Deauville 2003, la 29e édition du festival, s'est déroulé du 5 au 14 septembre 2003.

## Jury

### Jury de la sélection officielle
|  | Nom                                | Qualité                               | Nationalité      |
|  | ---------------------------------- | ------------------------------------- | ---------------- |
|  | Roman Polanski (président du jury) | réalisateur et scénariste             | Pologne - France |
|  | Claudia Cardinale                  | actrice                               | Italie           |
|  | Paweł Edelman                      | directeur de la photographie          | Pologne          |
|  | Jacques Fieschi                    | scénariste et critique de cinéma      | France           |
|  | Nastassja Kinski                   | réalisatrice                          | Allemagne        |
|  | Ben Kingsley                       | acteur                                | Royaume-Uni      |
|  | Zbigniew Preisner                  | compositeur de musique                | Pologne          |
|  | Ludivine Sagnier                   | actrice                               | France           |
|  | Fernando Trueba                    | producteur, réalisateur et scénariste | Espagne          |
|  | Tom Tykwer                         | réalisateur, scénariste et producteur | Allemagne        |

## Sélection

### Film d'ouverture
- Hollywood Homicide de Ron Shelton

### Film de clôture
- Espion mais pas trop ! d'Andrew Fleming

### En compétition
- Assassination Tango de Robert Duvall
- The United States of Leland de Matthew Ryan Hoge
- Lady Chance de Wayne Kramer
- Northfork de Michael Polish
- Thirteen de Catherine Hardwicke
- 11:14 de Greg Marcks
- Milwaukee, Minnesota d'Allan Mindel
- American Splendor de Shari Springer Berman et Robert Pulcini
- Attraction fatale de Matthew Parkhill
- Case départ de A. Dean Bell

### Hors-compétition
- Anything else, la vie et tout le reste (Anything Else) de Woody Allen

### Hommages
- Ridley Scott
- James Ivory
- Jessica Lange

## Palmarès
| Prix                               | Lauréat                                                      |
| ---------------------------------- | ------------------------------------------------------------ |
| Grand prix                         | Case départ de A. Dean Bell                                  |
| Prix du jury                       | Thirteen de Catherine Hardwicke                              |
| Prix de la critique internationale | American Splendor de Shari Springer Berman et Robert Pulcini |
| Prix du public                     | Attraction fatale de Matthew Parkhill                        |
| Prix Michel-d'Ornano               | Depuis qu'Otar est parti d'Julie Bertuccelli                 |